# Wolfsschanze
Wolfsschanze (en français : « Retranchement du Loup ») est le nom de code désignant le principal Quartier général d’Adolf Hitler pendant la Seconde Guerre mondiale. Il était situé dans les bois près du hameau de Forst Görlitz (aujourd'hui Gierłoż), non loin de Rastenburg (alors en Prusse-Orientale, désormais Kętrzyn en Pologne).
Il consistait en un ensemble de blockhaus et de maisons en rondins aux toits recouverts d'herbe situés dans une épaisse forêt, le tout protégé par plusieurs cercles de fils de fer barbelés, de champs de mines et de positions défensives. Il était desservi par un aérodrome situé dans le voisinage.
On trouvera souvent le terme Wolfsschanze traduit comme « tanière du loup », mais Schanze en allemand désigne une position militaire fortifiée, comme un fortin ou une casemate, nullement le terrier d'un animal.

## Histoire

Position sur une carte régionale.

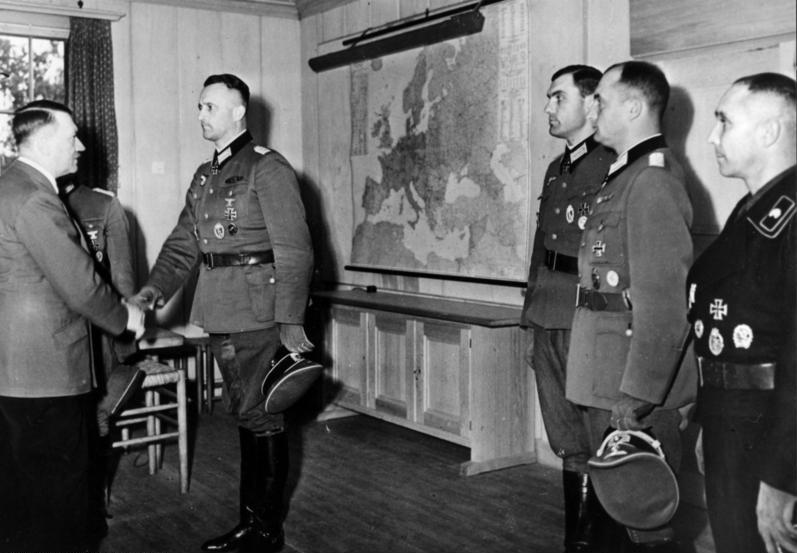
Remise de décorations par Hitler à la Wolfsschanze, septembre 1943.

À la suite d'une décision prise à l’automne 1940, ce Quartier général est construit en 1941 par l'Organisation Todt, en prévision du lancement de l’opération Barbarossa, l'invasion de l'Union soviétique commencée le 22 juin 1941 ; mais son agrandissement n'a jamais été achevé, les travaux ne s'arrêtant qu'au début de janvier 1945, soit quelques jours avant la prise par les Soviétiques de la ville d’Angerburg, située à une distance de 15 km.
Adolf Hitler vient pour la première fois à la Wolfsschanze dans la nuit du 23 juin 1941, le lendemain du déclenchement de Barbarossa. Il la quitte définitivement le 20 novembre 1944. En tout, il y passe plus 850 jours durant les trois années et demie de cette période, soit environ les deux-tiers de son temps.
C'est dans ce complexe qu'a lieu l’attentat du 20 juillet 1944 ; la bombe dissimulée dans une serviette, déposée par le colonel Claus von Stauffenberg dans une salle de conférence, tue trois officiers : les généraux Korten et Schmundt — des proches collaborateurs du Führer — et l’Oberst Brandt. Un sténographe est également tué. Les vingt autres personnes présentes dans la salle sont blessées à des degrés divers dont le Führer, qui ne l'est que légèrement. En outre, les dommages causés à la salle de conférence sont très importants.
Le complexe est détruit et abandonné par les Allemands le 25 janvier 1945 lors de la retraite de la Wehrmacht face à l'avancée soviétique. L'Armée rouge en prend possession deux jours plus tard.
Bien que sévèrement endommagé par la démolition allemande, le site reste au XXIe siècle un lieu de visite populaire. Il n'a été entièrement déminé qu'en 1955. Un monument commémoratif, dédié aux membres du complot contre Hitler, y a été érigé.

## Structures
Construit au milieu d'une forêt protectrice et situé à l'écart des principales routes, le complexe occupait une superficie de 6,5 km2 divisée en plusieurs zones.
La plus importante, la Sperrkreis 1 (« zone de sécurité 1 »), dans laquelle se trouvaient le bunker du Führer et des abris en béton pour les membres de son premier cercle comme Göring, Bormann, le chef de l’OKW, Keitel, et le chef des opérations de l’OKW, Jodl. Cette zone abritait en tout dix bunkers, tous camouflés et protégés par deux mètres de béton armé. Hitler logeait au nord-ouest de cette zone. Les bunkers de Hitler et Keitel possédaient des pièces permettant la tenue de conférences militaires.
La Sperrkreis 2 (« zone de sécurité 2 ») comprenait des baraquements militaires et des hébergements pour plusieurs ministres importants du Reich et aussi pour le bataillon de protection de Hitler, la Führer-Begleit-Division.
La Sperrkreis 3 (« zone de sécurité 3 ») assurait la sécurité extérieure du complexe, avec des bâtiments pour les gardes et des troupes spéciales de sécurité, le tout protégé par des champs de mines.
Non loin se trouvaient des installations pour les équipes opérationnelles de la Wehrmacht ; des quartiers généraux de l'armée étaient situés plusieurs kilomètres au nord-est du complexe. Toutes ces installations étaient desservies par un aérodrome et des voies de chemins de fer. Au plus haut de son activité, environ 2 000 personnes vivaient et travaillaient à la Wolfsschanze, dont seulement vingt femmes (Eva Braun ne s'y est jamais rendue).

## Plan du complexe

Légende : en marron foncé, les routes ; en rouge, les bâtiments en maçonnerie classique ; en marron clair, les bâtiments classiques renforcés par du béton ; en bleu, les abris construits en béton seul.
1. Locaux résidentiels de Hitler avec les membres en fonction de sa garde personnelle
2. Centre de commandement du RSD (garde personnelle de Hitler)
3. Groupes électrogènes
4. Bunker
5. Dr Otto Dietrich, chef du service de presse du Reich
6. Baraquement contenant la salle de conférence, lieu de l’attentat contre Hitler le 20 juillet 1944
7. Casernement du RSD (garde personnelle de Hitler)
8. Abri anti-aérien pour les visiteurs
9. Casernement du RSD (garde personnelle de Hitler)
10. Sténographes et secrétariat sous la supervision de Philipp Bouhler
11. Sécurité, Johann Rattenhuber (chef du RSD, la garde personnelle de Hitler), Högl (chef du service de police), services des postes
12. Bâtiment-radio et télex
13. Garages pour véhicules
14. Voie de garage pour le train spécial de Hitler (le Führersonderzug)
15. Salle de cinéma
16. Centrale de chauffe
17. Quartiers de MM. Morell, Bodenschatz, Hewel, Voss, Wolff et Fegelein
18. Intendance, magasins
19. Résidence de Martin Bormann, secrétaire personnel de Hitler
20. Abri anti-aérien de Bormann et de ses équipes
21. Logement et bunker d'Adolf Hitler
22. Bureau des aides de camp de Hitler et du service du personnel de l'armée de terre (en)
23. Mess II
24. Quartiers du Generaloberst Alfred Jodl, chef des opérations au Haut Commandement de la Wehrmacht (OKW)
25. Réserve d’eau contre l'incendie
26. Bureau du ministère des Affaires étrangères
27. Quartiers du Dr Fritz Todt, puis d'Albert Speer son successeur
28. Casernement du RSD (garde personnelle de Hitler)
29. Abri anti-aérien équipé de canons anti-aériens et de mitrailleuses sur le toit
30. Mess I
31. Nouveau salon de thé
32. Résidence du Generalfeldmarschall Wilhelm Keitel, chef du Haut Commandement de la Wehrmacht (OKW)
33. Ancien salon de thé
34. Résidence du Reichsmarschall Hermann Göring, commandant en chef de la Luftwaffe
35. Abri anti-aérien de Gôring et de ses troupes, équipé de canons anti-aériens, mitrailleuses et projecteurs
36. Délégation du haut commandement de la Luftwaffe
37. Délégation du haut commandement de la Marine
38. Bunker et canons anti-aériens
39. Cimetière
40. Voie ferrée reliant Rastenburg à Angerburg

## Galerie de photographies

État actuel du site (clichés pris entre 2003 et 2013)
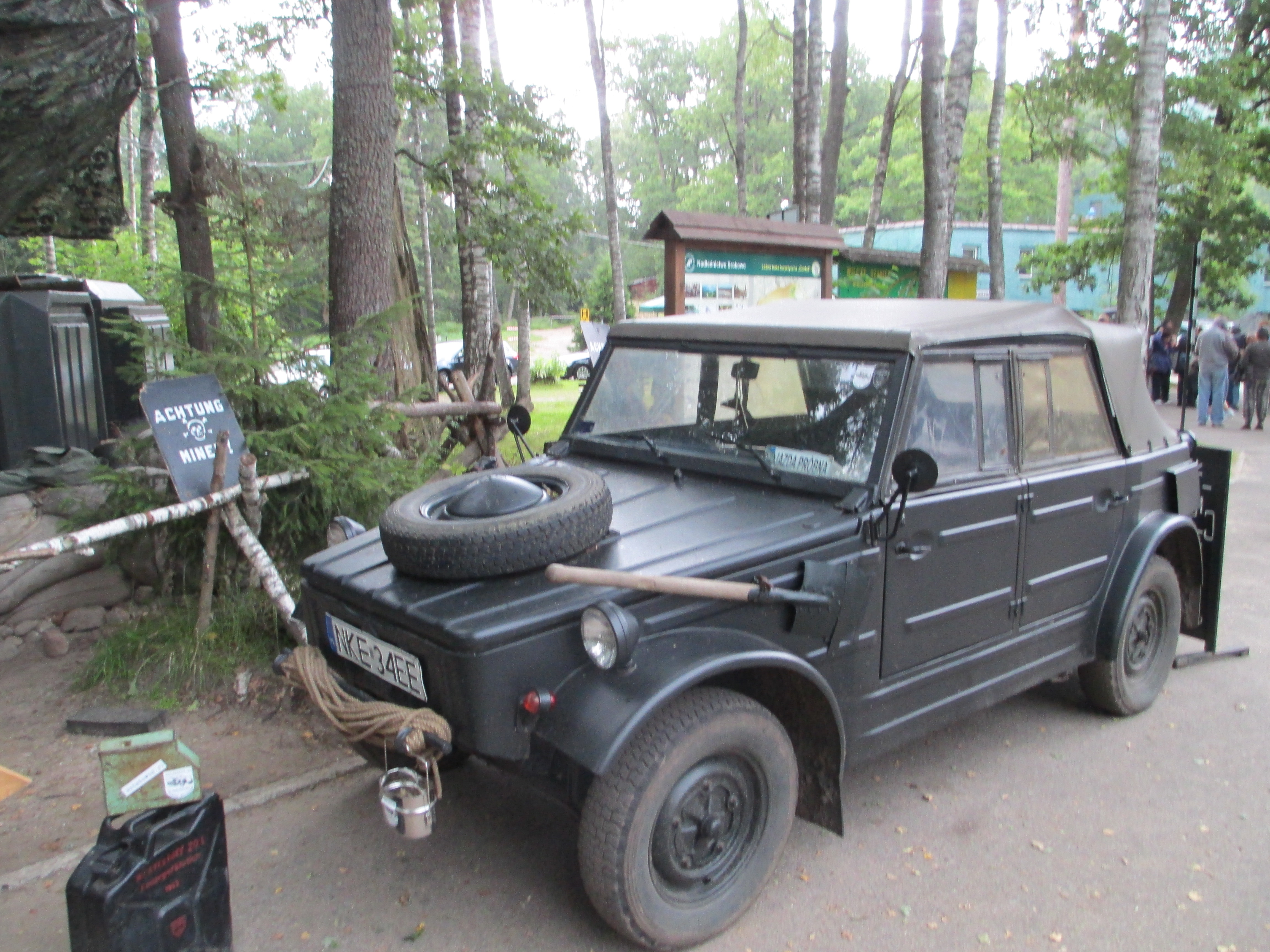
Entrée du complexe, avec exposition d’un véhicule.
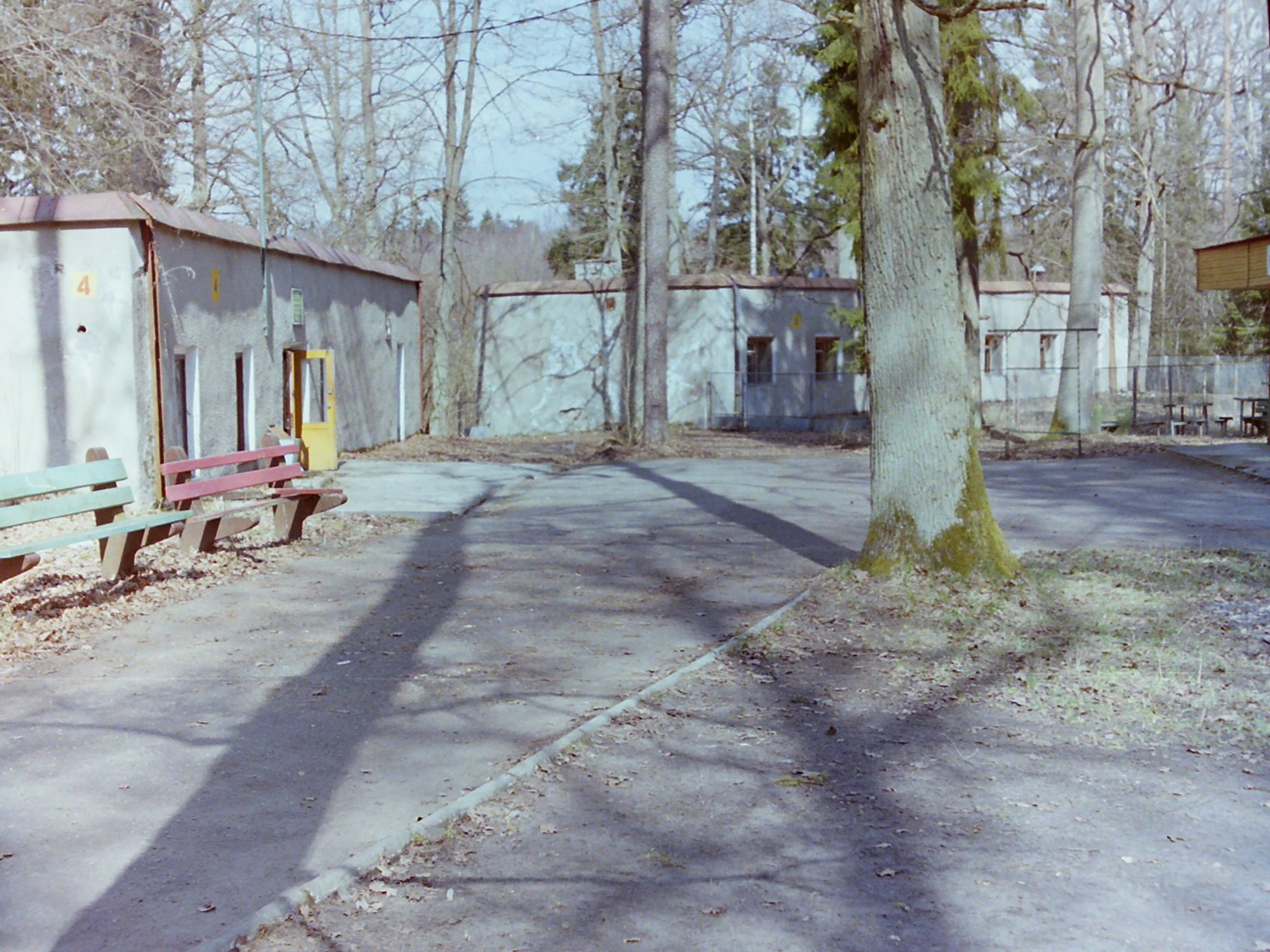
Bâtiments occupés par les gardes du corps de Hitler (no 2 sur le schéma ci-dessus).
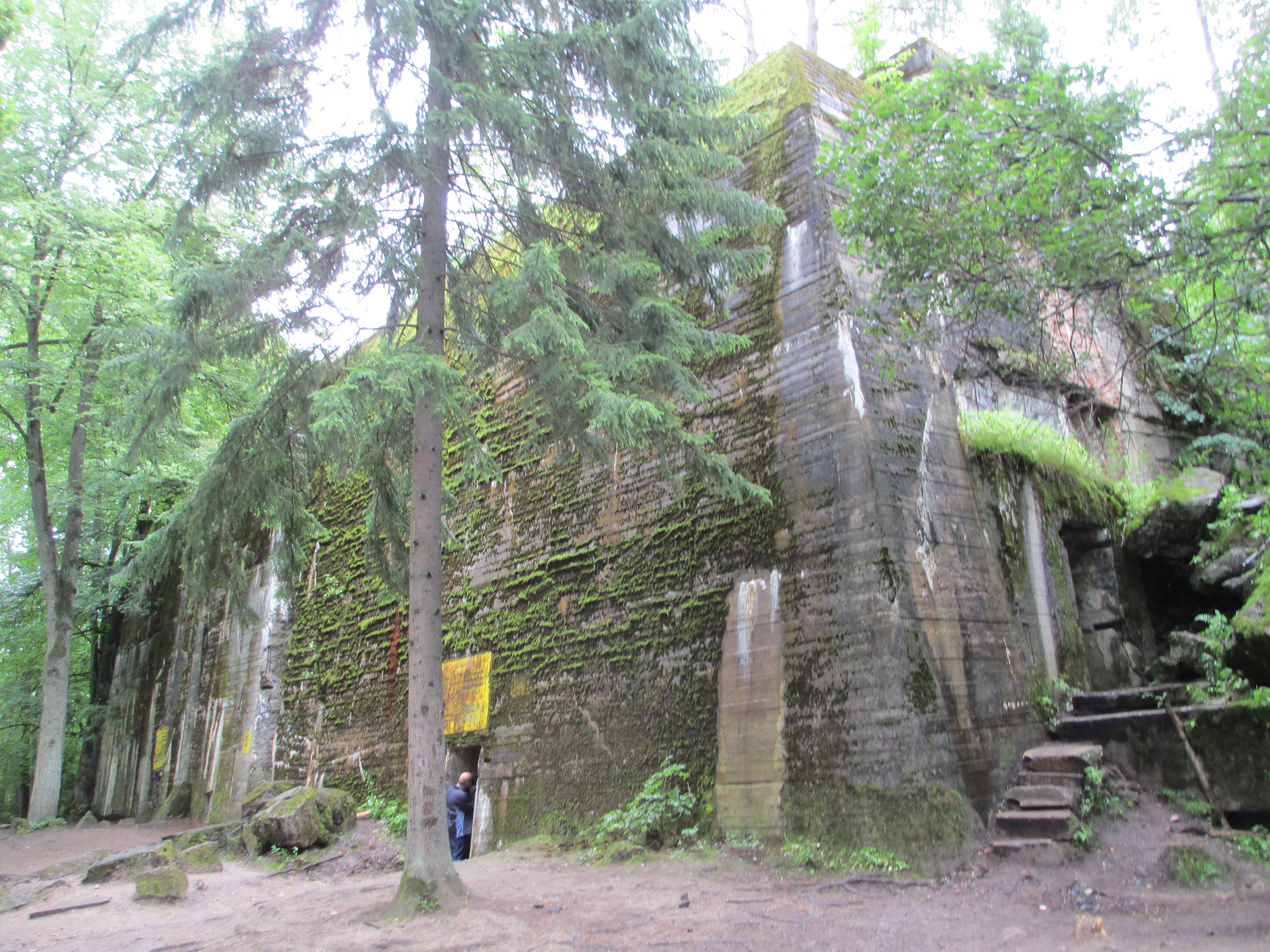
Bunker réservé à Hitler (en bleu ci-dessus, non numéroté, au nord des no 29 et 30).
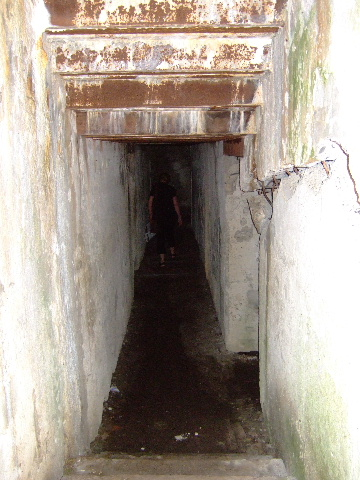
Escalier descendant dans l'abri antiaérien de Hitler (no 4 ci-dessus).
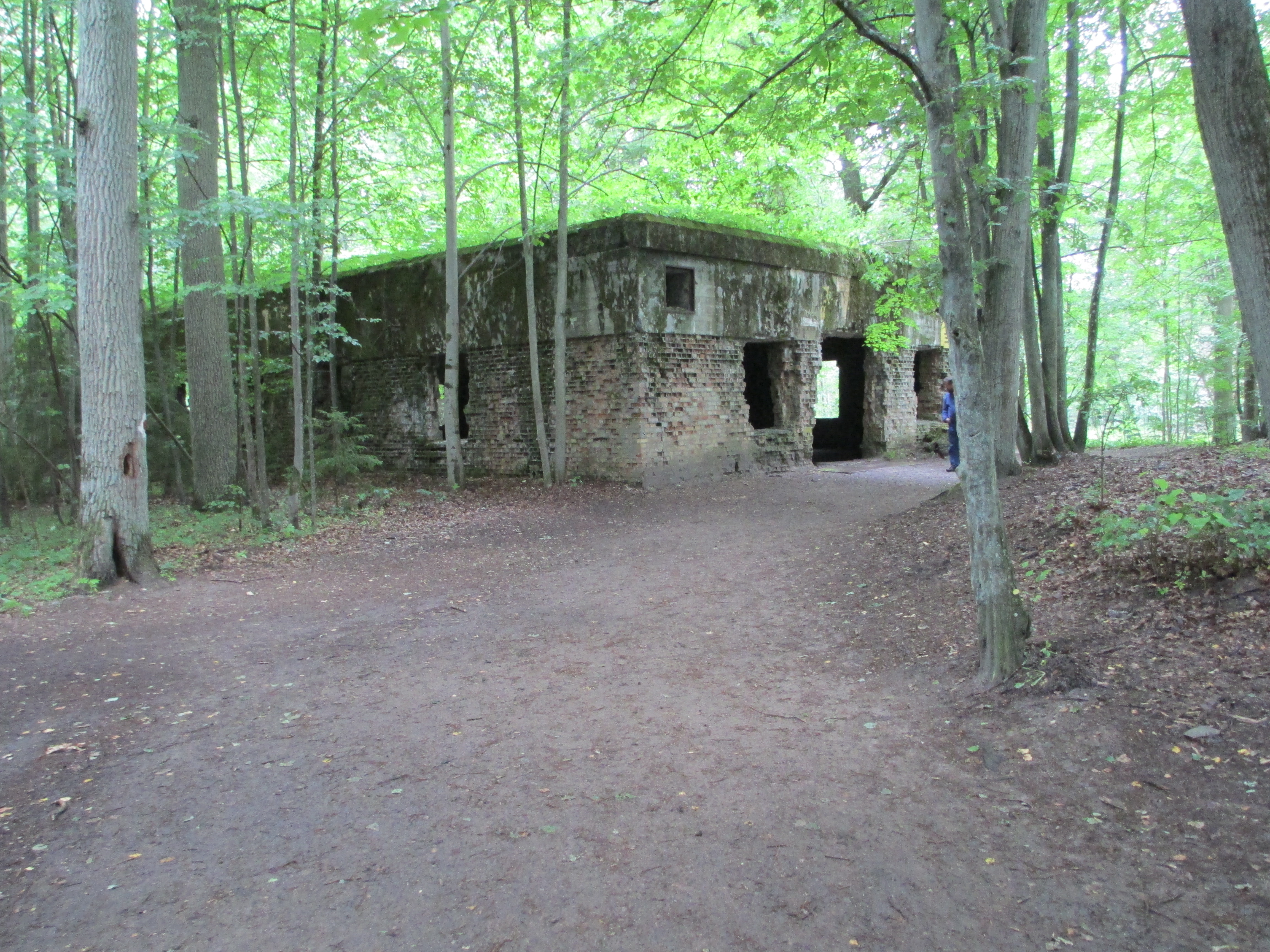
Bunker de Martin Bormann probablement (no 19 ci-dessus).
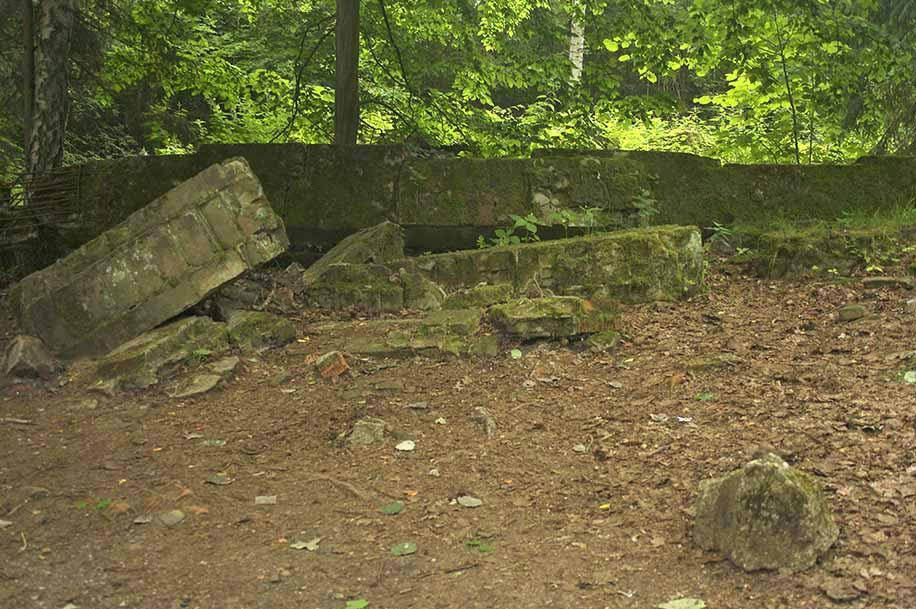
Restes du bâtiment où se trouvait la salle de conférence dans laquelle Hitler a été blessé dans l’attentat du 20 juillet 1944 (no 6 ci-dessus).
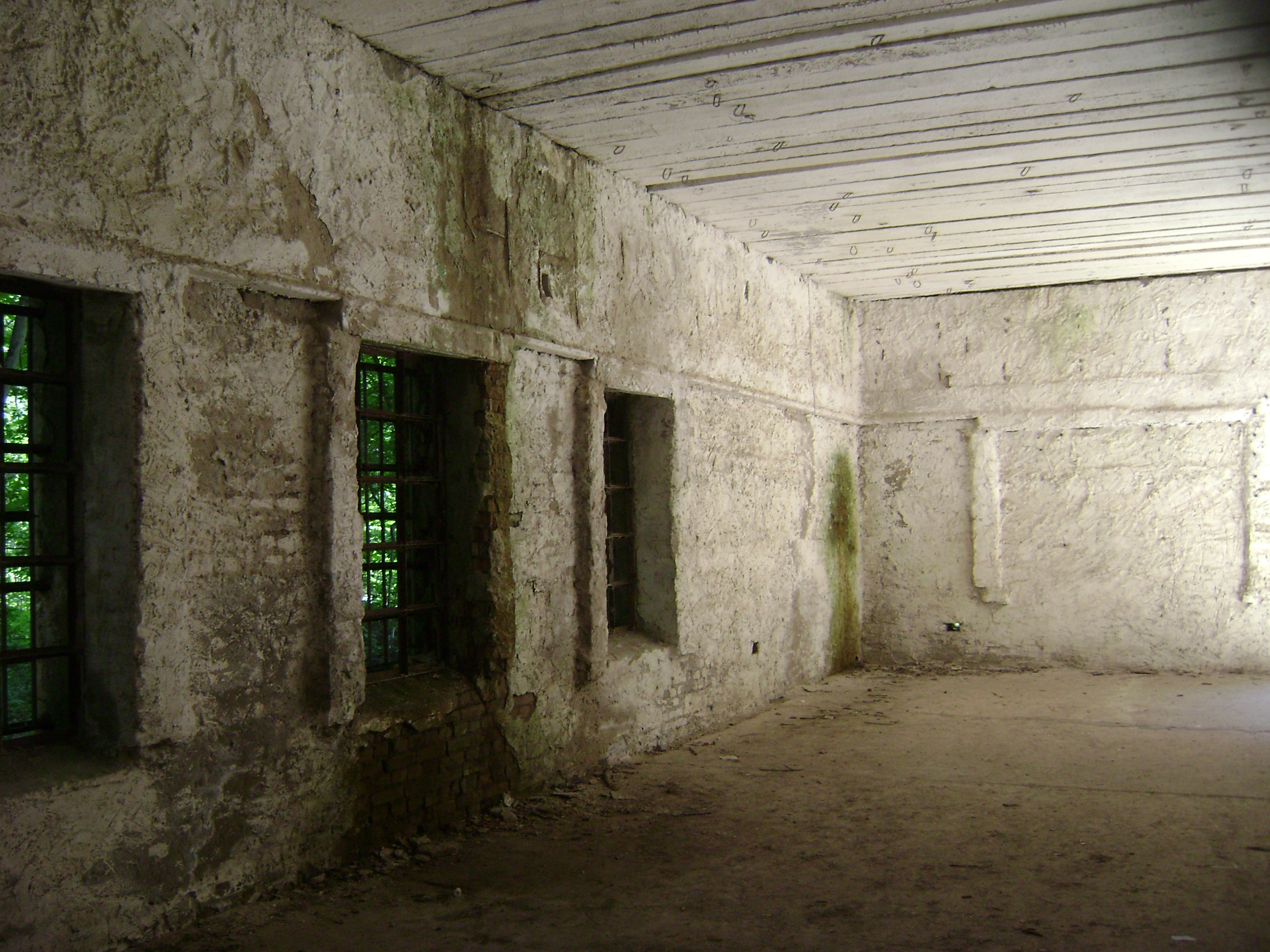
Intérieur d’un bâtiment (avec fenêtres, donc probablement similaire à la salle de conférence lieu de l'attentat).
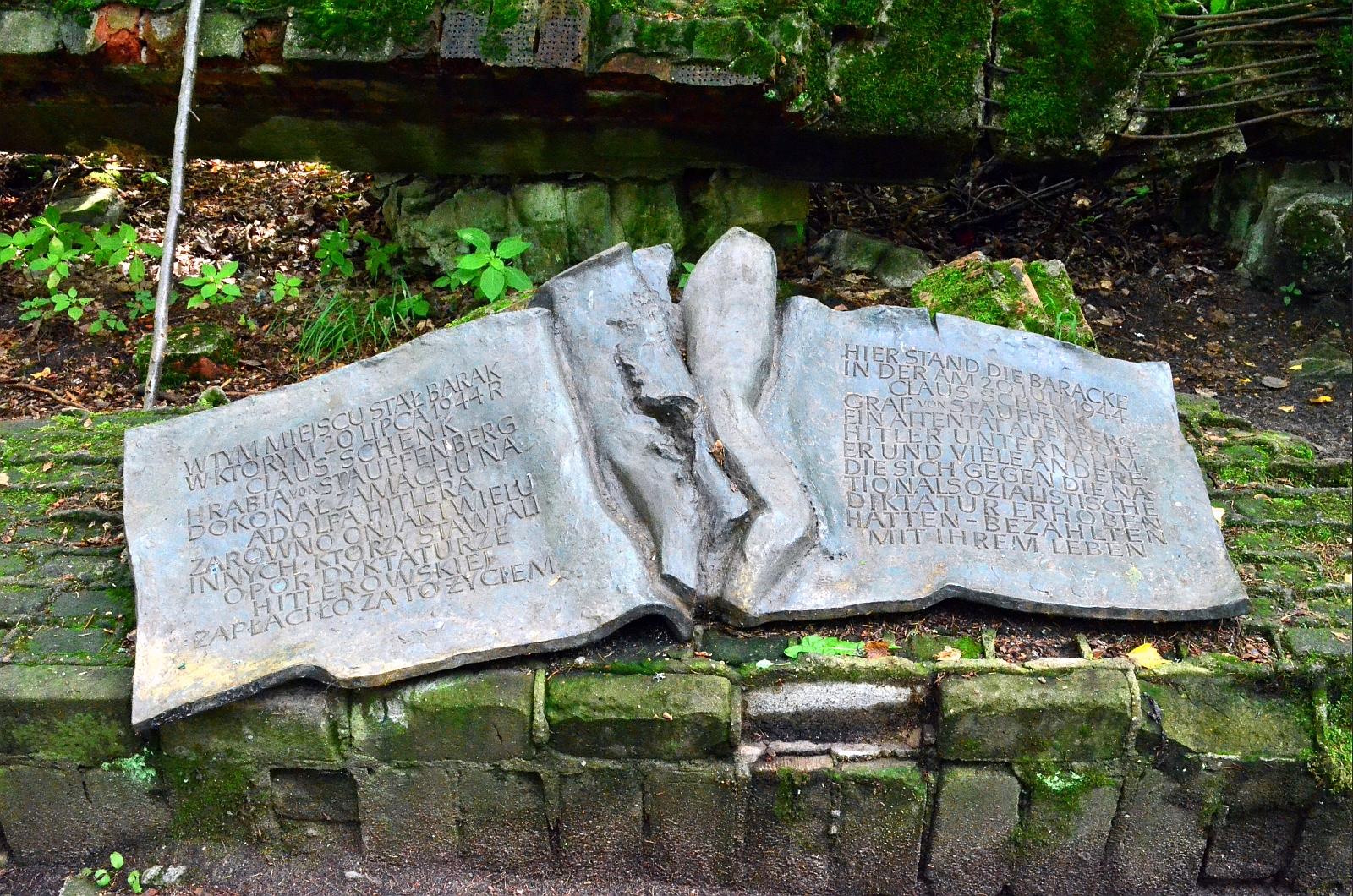
Plaque commémorant l'attentat commis le 20 juillet 1944 par Stauffenberg.
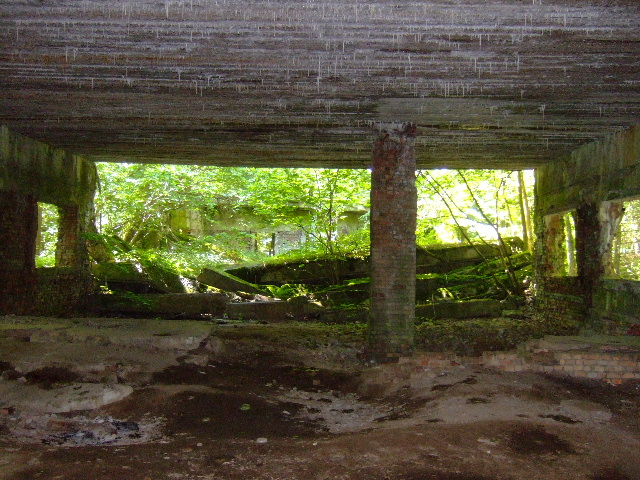
Bâtiment des sténographes et du secrétariat de Hitler (no 10 ci-dessus).
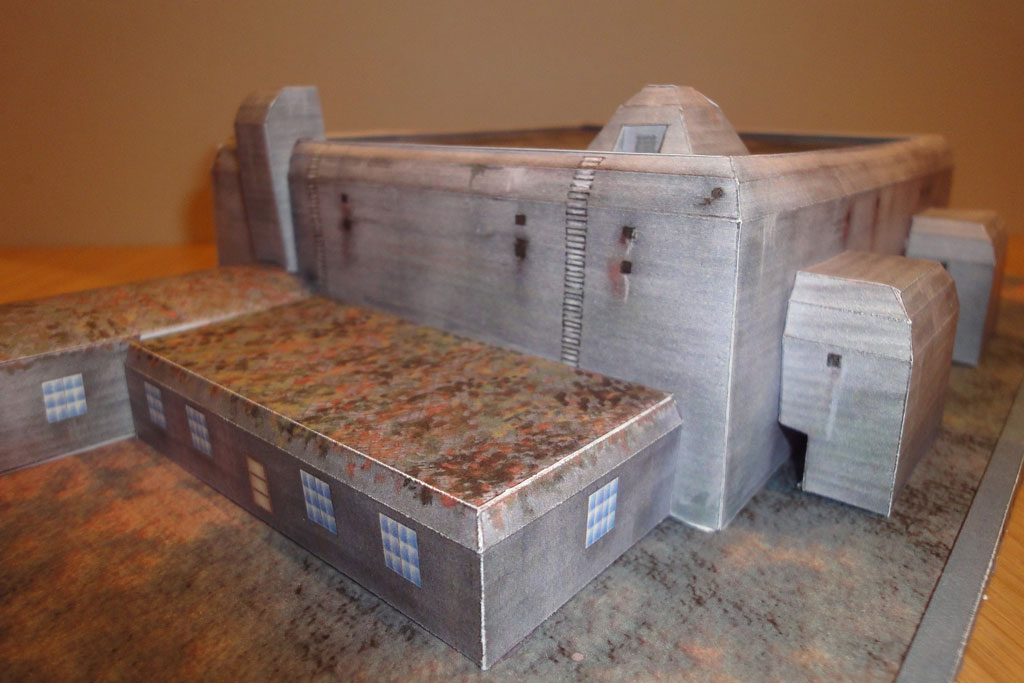
Maquette de bâtiments de la Wolfsschanze (travail personnel).
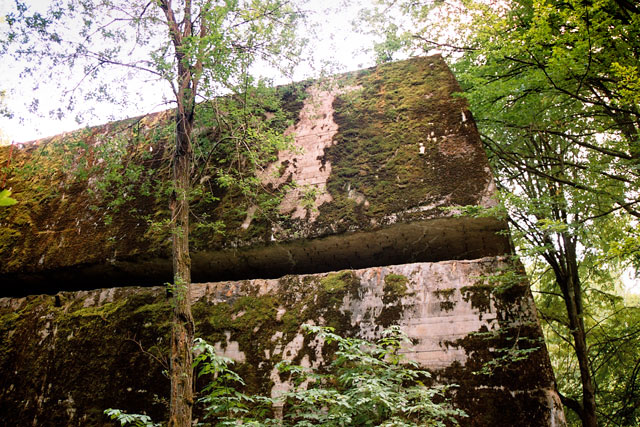
Le plafond de deux mètres d’épaisseur de ce bunker a été légèrement soulevé à la suite du dynamitage des bâtiments par les Allemands, avant leur départ le 25 janvier 1945.